# Hillsboro (Wisconsin)
Hillsboro és una població dels Estats Units a l'estat de Wisconsin. Segons el cens del 2000 tenia 1.302 habitants.

## Demografia
Segons el cens del 2000, Hillsboro tenia 1.302 habitants, 565 habitatges, i 333 famílies. La densitat de població era de 418,9 habitants per km².
Dels 565 habitatges en un 24,1% hi vivien nens de menys de 18 anys, en un 48,3% hi vivien parelles casades, en un 8,8% dones solteres, i en un 40,9% no eren unitats familiars. En el 37,3% dels habitatges hi vivien persones soles el 21,6% de les quals corresponia a persones de 65 anys o més que vivien soles. El nombre mitjà de persones vivint en cada habitatge era de 2,18 i el nombre mitjà de persones que vivien en cada família era de 2,86.
Per edats la població es repartia de la següent manera: un 21,2% tenia menys de 18 anys, un 7,1% entre 18 i 24, un 24,1% entre 25 i 44, un 20,1% de 45 a 60 i un 27,5% 65 anys o més.
L'edat mediana era de 43 anys. Per cada 100 dones de 18 o més anys hi havia 77,2 homes.
La renda mediana per habitatge era de 30.543 $ i la renda mediana per família de 42.750 $. Els homes tenien una renda mediana de 30.700 $ mentre que les dones 20.792 $. La renda per capita de la població era de 16.005 $. Aproximadament el 6,3% de les famílies i el 9,2% de la població estaven per davall del llindar de pobresa.

## Poblacions més properes
El següent diagrama mostra les poblacions més properes.